# Валлебона
Валлебона (итал. Vallebona) — коммуна в Италии, располагается в регионе Лигурия, в провинции Империя.
Население составляет 1227 человек (2008 г.), плотность населения составляет 205 чел./км². Занимает площадь 6 км². Почтовый индекс — 18012. Телефонный код — 0184.
Покровителем коммуны почитается святой Лаврентий, празднование 10 августа.

## Демография
Динамика населения:

## Администрация коммуны
- Официальный сайт: